# سامور (جمهوری آذربایجان)
سامور (به لاتین: Samur) یک منطقه مسکونی در جمهوری آذربایجان است که در شهرستان قوسار واقع شده است. سامور ۳۸۳۸ نفر جمعیت دارد. این روستای مرزی مجاور رود سامور است که در نقطه صفر مرزی روسیه و جمهوری آذربایجان قرار دارد. بزرگراه M1 از این ناحیه وارد روسیه می‌شود. این گذرگاه مرزی تنها راه ورودی قانونی به دو کشور است اما در ناحیه یالاما نیز یک گذرگاه راه‌آهن هم وجود دارد. هر دو فقط برای شهروندان کشورهای مستقل همسود فعال هستند.